# Wu Qingfeng
Wu Qingfeng (Shaoxing, 28 de janeiro de 2003) é uma nadadora chinesa.

## Carreira
Wu Qingfeng participou do Campeonato Mundial em Budapeste em 2017. A equipe chinesa de revezamento 4 x 100 metros livre composta por Sun Meichen, Wu Qingfeng, Cao Jiwen e Lin Yongqing nadou o nono tempo mais rápido, mas terminou quase dois segundos depois da oitava equipe, que foi a última a se classificar para a final. No ano seguinte, nos Jogos Asiáticos de Jacarta, o revezamento 4 x 100 metros com Zhu Menghui, Wu Yue, Wu Qingfeng e Yang Junxuan nadou a medalha de prata atrás dos japoneses. Wu Qingfeng conquistou o bronze nos 50 metros livres. Em 2019, no Campeonato Mundial em Gwangju, a equipe chinesa de revezamento 4 x 100 metros livre com Yang Junxuan, Zhu Menghui, Wu Qingfeng e Wang Jingzhuo ficou em quinto lugar.
Por causa da pandemia de COVID-19, as Olimpíadas de Tóquio só aconteceram em 2021. A equipe de revezamento 4 x 100 metros livre composta por Cheng Yujie, Zhu Menghui, Ai Yanhan e Wu Qingfeng alcançou o sétimo lugar, vencendo duas vezes na preliminar (3:35,07 minutos) e na final (3:34,76 minutos), melhorando o recorde asiático. 81 nadadores competiram nos 50 metros livres. Nas semifinais, as duas chinesas Zhang Yufei e Wu Qingfeng nadaram para o oitavo lugar ao mesmo tempo. Zhang Yufei desistiu de uma eliminatória e Wu Qingfeng terminou em quinto lugar na final. O revezamento medley 4 x 100 metros ficou em quarto lugar, com Wu Qingfeng usado apenas na corrida preliminar. No final de 2021, Wu Qingfeng ficou em quinto lugar no revezamento 4 x 100 metros livre no Campeonato Mundial de Pista Curta em Abu Dhabi. O revezamento 4 x 50 metros livre terminou em quarto lugar, 0,11 segundos atrás da medalha de bronze.
No final de 2022, no Campeonato Mundial de Pista Curta em Melbourne, Wu Qingfeng ficou em sexto lugar no revezamento 4 x 100 metros livre e no revezamento 4 x 200 metros livre. Ela alcançou o quinto lugar no revezamento medley misto 4 x 50 metros. Seis meses depois, no Campeonato Mundial de 2023 em Fukuoka, o revezamento 4 x 100 metros livre com Yang Junxuan, Ai Yanhan, Zhu Menghui e Wu Qingfeng nadou o quinto melhor tempo. Na final, Zhang Yufei, Wu Qingfeng, Yang Junxuan e Cheng Yujie foram quase quatro segundos mais rápidos que o revezamento preliminar em 3m32s40 e terminaram em terceiro, atrás dos revezamentos da Austrália e dos Estados Unidos. Todas as seis mulheres chinesas envolvidas receberam uma medalha de bronze. No revezamento 4 x 100 metros livre misto, Xu Jiayu, Yan Zibei, Wang Yichun e Wu Qingfeng se classificaram para a final com o quarto melhor tempo de vantagem. Na final, Xu Jiayu, Qin Haiyang, Zhang Yufei e Cheng Yujie venceram à frente da equipe australiana de revezamento. Nos Jogos Asiáticos de Hangzhou, no outono de 2023, Wu Qingfeng venceu o revezamento 4 x 100 metros livre e o revezamento 4 x 200 metros livre, embora só tenha participado da corrida preliminar neste último.
Nos Jogos Olímpicos de 2024 em Paris, a equipe de revezamento 4 x 100 metros livre com Cheng Yujie, Wu Qingfeng, Yu Yiting e Yang Junxuan estabeleceu o terceiro tempo mais rápido. Na final, Yang Junxuan, Cheng Yujie, Zhang Yufei e Wu Qingfeng estabeleceram um novo recorde asiático em 3h30,30 minutos e ficaram em terceiro, atrás dos australianos e da equipe de revezamento dos EUA. Nos 100 metros livres, Wu Qingfeng terminou em nono nas semifinais e perdeu a final por 0,17 segundos. Ela terminou em sétimo lugar na final dos 50 metros livres. A equipe chinesa de revezamento medley com Wang Xueer, Tang Qianting, Yu Yiting e Wu Qingfeng nadou o terceiro tempo mais rápido. Na final, Wan Letian, Tang Qiantin, Zhang Yufei e Yang Junxuan foram três segundos mais rápidos que a equipe de revezamento preliminar. O quarteto dos Estados Unidos venceu à frente dos australianos e dos chineses.